# Kostel svatého Michaela Archanděla (Roudno)
Kostel svatého Michaela Archanděla v obci Roudno (okres Bruntál) je farní kostel z 17. století a kulturní památka České republiky.

## Historie
První písemné zmínky o obci Roudno jsou z roku 1397. Kostel byl vystavěn v druhé polovině 17. století, upravován v 19. století. V letech 2008–2009 proběhla obnova kostela s celkovými náklady 2,4 miliony korun. Na obnovu kulturní památky bylo čerpáno mimo jiné i z Programu rozvoje venkova Ministerstva zemědělství.
Kolem kostela je pravidelná osmiboká hřbitovní zeď.
Farní kostel patří Děkanátu Bruntál farnost je spravována Římskokatolickou farností Bruntál a Českou provincií O. T. (Česká provincie Řádu bratří domu Panny Marie v Jeruzalémě /Německý řád/).

## Popis
Jednolodní pozdně barokní podélná orientovaná stavba, závěr polygonální s opěráky. V západním průčelí přistavěna hranolová věž.